# Hygrophorus agathosmus
Hygrophorus agathosmus, también conocido como higróforo de olor agradable, es un hongo basidiomiceto comestible de la familia Hygrophoraceae. que forma asociaciones micorrícicas con el pino. Es una seta muy común y suele encontrársele en grandes cantidades. Su cuerpo fructífero aflora desde finales de verano hasta mediados de otoño. El basónimo de esta especie es Agaricus agathosmus Fr. 1815, y su epíteto específico agathosmus hace referencia a su agradable olor.

## Descripción
El cuerpo fructífero de este hongo presenta un sombrero de unos 8 centímetros de diámetro, de forma convexa o acampanada en ejemplares jóvenes, que toma forma aplanada con el centro ligeramente hundido conforme la seta madura. La cutícula es glutinosa y lisa, y presenta un color grisáceo, gris verdoso o gris amarillento. Ocasionalmente es completamente blanco. El borde del sombrero es más blanquecino y se enrolla ligeramente hacia el interior. Las láminas están bastante espaciadadas y ocasionalmente horquilladas, son adnatas y ligeramente decurrentes, y blancas en ejemplares juveniles para tomar un color gris pálido más tarde. El pie es blanco y seco, cubierto de pequeños copos blancos o amarillentos y mide unos 7 centímetros de longitud, algo más ancho en la base. Su carne es blanca, acuosa y muy blanda, con un ligero y característico olor a almendras amargas y de sabor dulce. La esporada en blanca.

## Posibilidades de confusión
Su seta es muy similar a la de Hygrophorus cinthius, que crece en bosques de montaña y tiene un pie fibroso.